# رادوانیتسه (منطقه تروتنوف)
رادوانیتسه (به چکی: Radvanice) یک منطقهٔ مسکونی در جمهوری چک است که در منطقه تروتنوف واقع شده‌است.